# Пајтоне
Пајтоне (итал. Paitone) је насеље у Италији у округу Бреша, региону Ломбардија.
Према процени из 2011. у насељу је живело 1875 становника. Насеље се налази на надморској висини од 182 м.

## Становништво
Према резултатима пописа становништва 2011. у општини је живело 2.091 становника.
| 1951. | 1961. | 1971. | 1981. | 1991. | 2001. | 2011. |
| ----- | ----- | ----- | ----- | ----- | ----- | ----- |
| 1.051 | 1.100 | 1.207 | 1.381 | 1.389 | 1.658 | 2.091 |